# Сничи (книга)
«Сничи» (англ. The Sneetches) — сказка в стихах популярного американского детского писателя Доктора Сьюза, выпущенная сначала в журнале Redbook, а затем в сборнике «The Sneetches and Other Stories». Эта история по замыслу автора является сатирой на расовую и культурную дискриминацию, в частности, антисемитизм.
15 марта 2022 года было объявлено, что «Сничи» будут адаптированы в виде полнометражного анимационного фильма хронометражом в 45-минут, который будет выпущен на Netflix.

## Сюжет
Сказка повествует о жёлтых, похожих на птиц существах — Сничах. У одних из них есть звёзды на животе, у других нет. Сничи со звёздами на груди считают себя своеобразной элитой и всячески унижают тех, у кого звёзд не было. Однажды к ним является делец Сильвестр Макманки Макбин и предлагает Сничам без звёзд получить их с помощью своей Звёздной Машины (англ. Star-On machine) за три доллара. Когда ранее дискриминируемые Сничи обретают звёзды, «элита» начинает возмущаться, опасаясь за свой превосходящий статус. Но хитрый делец и здесь находит выход из положения: убедив их, что звёзды нынче не в моде, Макбин сообщает им о Беззвёздной Машине (англ. Star-Off machine), за пользование которой каждому нужно заплатить десять долларов. «Элита» Сничей с радостью отдаёт ему деньги и удаляет свои звёзды. Недавно получившие свои звёзды Сничи решают не отставать и тоже стереть свой знак отличия. Макбин, не разделяющий предубеждений Сничей, разрешает им это сделать. В конце концов начинается полная неразбериха — Сничи бегают из одной машины в другую, пока, наконец, и сами не запутались, кто из них кто. Беготня прекращается, когда Сничи остаются без денег. Разбогатевший Макбин забирает с собой машины и уезжает прочь, посмеиваясь над Сничами и говоря, что «Снича не научишь» (англ. «you can’t teach a Sneetch»). Но, вопреки его словам, Сничи вынесли из этого случая, что наличие или отсутствие звезды попросту не имеют значения, и заключают друг с другом мир.

## Экранизации
- «Доктор Сьюз на свободе» (1973)
- «Сничи» (1989)
- «Сничи» (TBA)[2]

## Влияние
- В 1998 году сборник Доктора Сьюза, включавший в себя и эту сказку, был переведён НАТО на сербохорватский язык. По плану организации должно было быть произведено 500 000 копий для детей Боснии и Герцеговины как часть кампании для воспитания толерантности[3].
- Саймон Синек в своей книге ««Начни с почему[англ.]»: Как выдающиеся лидеры вдохновляют действовать» приводит сказку в качестве примера человеческой потребности принадлежать[4].
- В эпизоде «Южного парка» «Браслет для аплодисментов» фабрика по производству браслетов и её владелец являются пародией на эту книгу.